# Sabiha Kasimati
Sabiha Kasimati (n. 15 septembrie 1912, Edirne, Imperiul Otoman – d. 26 februarie 1951, Tirana, Albania) a fost un ihtiolog albanez și disident al regimului comunist din Albania. A fost împușcată, fiind una dintre victimele regimului dictatorului Enver Hodja – cu care a fost colegă la școală. 

## Biografie
Kasimati s-a născut în Edirne, unde tatăl ei a practicat meseria de medic. Familia sa s-a întors la Korca în Albania, iar Kasimati a fost prima fată care a absolvit la Corcea liceul național albanez (albaneză: Liceu Kombëtar i Korçës or Liceu Francez) inspirat de cultura franceză. Acest lucru i-a adus o oarecare faimă. Unul dintre colegii ei de clasă a fost viitorul dictator Enver Hodja. 
După ce a învățat perfect limba franceză a predat-o la Institutul de femei din Corcea. După aceea a studiat biologia la Universitatea Americano-Albaneză din Koraja. Rezultatele obținute i-au permit să obțină o bursă rară pentru a studia în străinătate.
A studiat în Italia, la Universitatea din Torino  unde a obținut note perfecte. S-a întors să lucreze la Institutul de Știință din Albania din Tirana, după ce a refuzat o ofertă de muncă la aceeași Universitate din Torino.
Sabiha Kasimati a devenit primul ihtiolog al Albaniei care a lucreat sub conducerea lui Selahudin Toto. Ea a petrecut un deceniu studiind peștii din Albania din punct de vedere științific și economic, deoarece a crezut că peștele este o resursă nefolosită. Ea a ignorat normele sociale și a locuit singură într-un apartament din Tirana, dar a luat parte la viața intelectuală a orașului. 
Fostul ei coleg de școală a ajuns la putere și Kasimati a fost îngrijorată atunci când prima femeie scriitoare din Albania a fost internată și fostul ei profesor, Selahudin Toto, a fost executat.  

### Victimă a regimului comunist
Sabiha Kasimati a fost acuzată că ar fi plasat o bombă în ambasada sovietică, dar cazul a fost fabricat.
Kasimati a fost tratată în conformitate cu noua lege a Agitației și a Propagandei împotriva statului, fiind împușcată fără proces, de niciun fel, în noaptea de 26 februarie 1951, lângă Tirana. Kasimati și ceilalți executați fără proces au fost înmormântați pe un câmp nu departe de Tirana.

## Operă (scrieri profesionale – selecție)
- Peshqit e Shqipërisë — Peștii Albaniei, Tirana, 1950 – Exemplare distruse de regimul comunist din Albania
- Peshqit e Shqipërisë — Peștii Albaniei, Universiteti shte͏̈te͏̈ror i Tiranë, 1958 286 de pagini – Publicată sub numele următorilor: Georgij D. Poljakov, Nd. Filipi, Kozma Basho și A. Hysenaj
- Fauna ittica di acqua dolce d'Albania — Fauna ichtiologică de apă dulce a Albaniei - Teză de dizertație, Torino, 1940
- Probleme të peshkut dhe të peshkimit në vendin tonë — Peștele și problemele pescuitului în țara noastră - Articol în Buletini i Institutit të Studimeve, Viti II, Prill 1948, Nr. 2–3. paginile 18–32.

## Moștenire
Enorma sa lucrare a fost publicată, dar nu sub numele ei. „Peștele Albaniei” a documentat peștele lacurilor, râurilor și mărilor albaneze și lucrarea a fost mediatizată sub numele savantului rus Anatolie Poliakov și a doi cercetători albanezi în 1955. 
S-a considerat că Sabiha Kasimati este cea care a avut ideea creării Muzeului Național al Științei din Albania. În octombrie 2018, s-a anunțat că Muzeul Național al Științei din Albania va fi redenumit și că o zonă a muzeului va fi prezenta viața și sacrificiul ei.